# 米扬噎
米扬噎（学名：Streblus tonkinensis）为桑科鹊肾树属下的一个种。

## 扩展阅读
- 維基物種上的相關：米扬噎